# ポジティブモンスター
ポジティブモンスター（英語：Positive Monster）は、日本の女性アイドルグループ。
2021年に結成。森サークル所属。

## 概要
「世界をHAPPYに侵略ッ！」をコンセプトに、東京を中心にライブを行っている女性アイドルグループ。略称は「ポジモン」。ファンマークは、👾（インベーダーの絵文字）。
プロデューサーは、森ふうか。
この項目にて、姉妹グループである、ひまわりが咲く頃にについても記述する。

## 略歴

### 2021年
- 7月23日 森サークルアイドル部1期生合格メンバー発表。海音みこと・春夏秋冬サラ・柊木みぃ・花咲鈴乃の4名。
- 10月2日 「森サークルアイドル部」としてデビューライブを開催。
- 11月21日 グループ名「ポジティブモンスター」とコンセプトを発表[1]。
- 12月4日 第一期 ポジティブモンスター デビューライブを開催。

### 2022年
- 2月23日 花咲がグループを脱退[2]。
- 2月26日 美波夏海（現・佐伯夏海）が新規加入[3]。
- 5月1日 内藤里奈が新規加入。
- 7月19日 Road to TIF2022〜LAST CHANCE〜 にて3位になり、TIF2022への出演が決定[4]。
- 8月7日 TOKYO IDOL FFESTIVAL 2022（TIF2022）に出演[5]。
- 8月21日 海音がグループを卒業[6]。
- 9月30日 内藤に契約違反にあたる行為が見受けられたため、契約解除[7]。
- 10月22日 春夏秋冬がグループを勇退[7]。
- 10月30日 柊木がグループを勇退[7]。
- 以降、メンバーが美波のみ[7]となり、森・鷲山加奈（現・Kanapon）がサポートをし、グループを存続させた（通称：仮ティブモンスター）。

### 2023年
- 1月11日 新体制お披露目ライブを開催。美波は佐伯夏海へ改名。新たに、谷崎ななみ・与子宮みず希・日向真幸の3名が新規加入[8]。
- 4月29日 第二期 ポジティブモンスターとしてライブを開催[9]。

### 2024年
- 3月18日 病気で活動休止中だった日向がアイドル活動の継続が困難になったため、グループを脱退[10]。日向は12月31日まで療養・ソロ活動の後、事務所を退所。
- 3月30日 プロデューサーの森ふうかがアイドル卒業公演を開催し、アイドル活動から引退。以降、プロデューサーを専業とする。
この公演において、森サークルアイドル研究生ユニット「Petit Mon」（ぷちもん）の発足が発表され、Petit Monのメンバー6名が紹介された。美月瑠奈・桃瀬あやな・空乃あげは・星乃愛璃咲・萌葱もにか・小森ののである[11]。
- 4月13日 恵比寿クレアートにてワンマンライブを開催[12]。このライブにて、Petit Monから、美月瑠奈・桃瀬あやなの2名が加入。
- 4月23日 TOKYO GRAVURE IDOL FESTIVAL 2024に、谷崎と与子宮が参加。ミクチャで無料配信。
- 5月2日 病気で活動休止中だった与子宮が、病状の悪化、および一部契約違反が発覚したことで、グループから脱退[13]。
- 6月18日 この日限りで、Petit Monの小森が脱退。
- 7月10日 Petit Monに春宮さくらが加入することを発表[14]。
- 7月14日 Petit Monに和田茜が加入[14]。この日の定期公演で、春宮と和田が披露された。和田は後に、新グループの初期メンバーとなる。
- 8月3日 Petit Monから、春宮さくらが加入。
- 8月16日 佐伯が学業優先を理由に、9月15日のライブをもって、2025年3月頃まで活動を休止することを発表。
  - 但し、重要ライブに臨時で出演することもあった。
- 8月25日 ポジティブモンスターの姉妹グループ、ひまわりが咲く頃にがデビュー。
- 10月14日 谷崎が、この日の卒業公演をもって、グループを卒業[15]。
- 11月9日 ひまわりが咲く頃に の星乃愛璃咲が、ポジティブモンスターも兼任することを発表。
- 11月7日 都市型サーキットアイドルフェス、SPA! FES2024の紙面争奪アイドルバトルに当グループから桃瀬が代表でバトルに参加。これにより、SPA! FES2024にも出演することが決定[16]。
- 11月17日 SPA!FES 2024に出演[17]。また、紙面争奪アイドルバトルの結果、桃瀬は7名中2位となったが、優勝は逃した[18]。
- 12月15日 星乃が正式に加入。ひまわりが咲く頃ににも引き続き在籍。

### 2025年
- 2月8日 この日の町田ターミナルプラザでのフリー観覧ライブから、新メンバーの星乃の衣装が新調された[19]。
- 3月30日 横浜みなとみらいブロンテにて、ワンマンライブを開催予定。新衣装・新SEで登場、新コンセプトの発表を予定。[20]。

## メンバー

### 現在のメンバー
| 名前       | 名前 かな       | 愛称       | 誕生日        | 出身地 | 担当色                 | ファン の総称 | ファン マーク | 備考                      |
| ---------- | --------------- | ---------- | ------------- | ------ | ---------------------- | ------------- | ------------- | ------------------------- |
| 佐伯夏海   | さえき なつみ   | なっちゃん | 8月9日        | 千葉県 | ポジティブ ピンク 🩷   | なちゃんず    | 💉💗          | リーダー 旧名 美波夏海    |
| 美月瑠奈   | みづき るな     | るなち     | 2002年 7月1日 | 東京都 | ポジティブ イエロー 💛 | るな様の奴隷  | 🧊💫          |                           |
| 桃瀬あやな | ももせ あやな   | あやな     | 6月30日       | 東京都 | ポジティブ オレンジ 🧡 | 桃やさん      | 🧸🍑          |                           |
| 春宮さくら | はるみや さくら | さくら     | 3月30日       | 北海道 | ポジティブ レッド ❤️   | さくぱわるぅ  | 🌸🌹          |                           |
| 星乃愛璃咲 | ほしの ありさ   | あーりん   | 7月13日       | 埼玉県 | ポジティブ パープル 💜 | 星乃珈琲      | 🐰🍓          | ひまわりが咲く頃に と兼任 |

### 過去のメンバー
| 名前         | 名前 かな       | 在籍期間                       | 備考       |
| ------------ | --------------- | ------------------------------ | ---------- |
| 海音みこと   | あまね みこと   | 2021年12月4日 - 2022年8月21日  |            |
| 春夏秋冬サラ | ひととき さら   | 2021年12月4日 - 2022年10月22日 |            |
| 柊木みぃ     | ひいらぎ みぃ   | 2021年12月4日 - 2022年10月30日 |            |
| 花咲鈴乃     | はなさき すずの | 2021年12月4日 - 2022年2月23日  |            |
| 内藤里奈     | ないとう りな   | 2022年5月1日 - 9月30日         |            |
| 日向真幸     | ひなた まゆき   | 2023年4月29日 - 2024年3月18日  |            |
| 与子宮みず希 | よこみや みずき | 2023年4月29日 - 2024年5月2日   |            |
| 谷崎ななみ   | たにざき ななみ | 2023年4月29日 - 2024年10月14日 | 現・Hi-eNd |

- 在籍期間については、ポジティブモンスターに正式加入する前の、森サークルアイドル部・Petit Mon時代は含まない。

## 特徴
- 担当色を全面に押し出した衣装が特徴。姉妹グループのひまわりが咲く頃にとは対照的である。
担当色の名称は、「ポジティブ」+色の名前で統一している。
- 2つのレギュラー出演番組は、いずれも2024年4〜5月から放送・配信を開始しているが、同時間帯の前番組は、プロデューサーである森がMCを務める番組であった。
- 森ふうかの公式YouTubeを【森サークルTV】と改題し、ひまわりが咲く頃に・Petit Monと共同で企画動画をアップロードしている。
- ポジティブモンスターのファンの総称を「ファンター」と呼んでいる。

## 楽曲

### サブスクリプション配信
| # | タイトル                   | 配信開始日    | 備考 |
| - | -------------------------- | ------------- | ---- |
| 1 | ポジティブモンスター       | 2021年12月5日 |      |
| 2 | らきらきShining⭐︎Day       | 2022年8月11日 |      |
| 3 | スーパーポジティブマジック | 2023年7月9日  |      |
| 4 | 革命の夜に                 | 2024年4月13日 |      |
| 5 | ガチ恋危険注意報           | 2024年12月4日 |      |

## ライブ・イベント

### レギュラー出演
- ポジティブモンスター定期公演【アイドルスターの登竜門】（略称：スタモン）
  - 開催日時：毎月第2・第4水曜日 19:30〜22:00頃
  - 場所：代々木Barbara （東京都渋谷区、最寄駅：JR代々木駅・小田急南新宿駅）
  - 出演者：ポジティブモンスター・ひまわりが咲く頃に・Petit Mon・じなんぼ〜いず シギハラ
  - 内容：ライブ・トーク・特典会
  - YouTube 代々木Barbaraチャンネルにて、生配信・アーカイブ配信あり
- ポジティブモンスターのファンターxハンター （略称：ポジファン） 公開収録
  - 開催日時：不定期 ポジティブモンスター公式Xアカウントにて発表
  - 場所：京成ローザ10 East 4階 SKYWAVE FM 京成ローザスタジオ （千葉県千葉市中央区、最寄駅：京成千葉中央駅）
  - 出演者：ポジティブモンスター
    - アシスタント：ひまわりが咲く頃に
    - 収録日によっては、ゲスト出演もあり。
    - 出演者・アシスタントとも、出演するメンバーは一部のメンバーに限られることが多い。

  - 内容：ラジオ収録の見学・特典会
    - ラジオ収録について、1回の収録で主に2週放送分を収録する。ラジオ収録模様をラジオブースの外から見学することができる。

## メディア出演
- ポジティブモンスターのファンターxハンター （略称：ポジファン）
  - 放送日時：毎週金曜日 21:00〜22:00
  - 放送局：SKYWAVE FM 89.2MHz （千葉県千葉市）
  - JCBAインターネットサイマルラジオ配信にて、全国で聴取可能
  - 出演メンバーは、収録回ごとに異なる
- ポジティブモンスターの「今日何する…？♡」 （略称：ポジ何）
  - 配信日時：毎週水曜日 12:00〜13:00頃
  - YouTube 代々木Barbaraチャンネルにて、生配信・アーカイブ配信
  - 出演メンバーは、回ごとに異なる

## ひまわりが咲く頃に
ひまわりが咲く頃に（ひまわりがさくころに）は、日本の女性アイドルグループ。2024年にデビュー。森サークル所属。

### 概要
「太陽に向かって咲く、ひまわりのようなアイドルを目指して…」毎日成長形グループ。楽曲はどこか懐かしい気持ちになれる懐メロをイメージした楽曲をメインにするというコンセプトで活動。略称は「ひまさく」。ファンマークは、🌻（ひまわりの絵文字）。

### 略歴
- 2024年
  - 7月1日 Petit Monの空乃あげは・星乃愛璃咲・萌葱もにかの3名に、今後加入するメンバーを加え、新グループを結成し、8月25日にデビューライブを開催することを発表[22]。
  - 7月14日 Petit Monに和田茜が加入。和田は後に、新グループの初期メンバーとなる。
  - 8月10日 新グループの名称が「ひまわりが咲く頃に」となることを発表[23]。
  - 8月11日 カバー曲「めちゃモレシャン」(原曲は七瀬のあ）が、GGW RECORDSからサブスクリプション配信開始[24]。
  - 8月25日 デビューライブを開催[25]。
  - 10月7日 初のオリジナル楽曲「ひまわりが咲く頃に」をサブスクリプション配信開始。楽曲自体はデビュー時からライブで披露していた。
  - 11月9日 メンバーの星乃が、ポジティブモンスターを兼任することが発表された[26]。
  - 12月10日 活動休止中の萌葱が当グループを脱退。空乃も2025年1月末で当グループを卒業することを発表。デビュー以来、不在であったリーダーに、和田が任命された。[27][28]
  - 12月11日 公式Xアカウントより、Petit Monに、伊藤舞花・神崎るか・高良ことせの3名が加入することを発表[29][30]。この3名は、すでにひまわりが咲く頃にに加入することが決定している。
  - 12月15日 星乃がポジティブモンスターに正式加入。ひまわりが咲く頃にも引き続き兼任する形となる。
- 2025年
  - 1月25日 この日の対バンライブをもって、空乃が当グループを卒業。
  - 2月11日 この日の原宿 GE Theaterでの対バンライブから、和田・星乃・伊藤・神崎・高良の5名での新体制で、ライブに出演[31]。この日のライブでは、Petit Monの制服衣装でライブを行った。
  - 2月15日 新宿アイドルステージにて、新体制での主催ライブを実施[32]。新衣装・新SEが公開。

### 現在のメンバー
| 名前       | 名前 かな     | 愛称         | 誕生日        | 出身地   | 担当色                          | ファン の総称               | ファン マーク | 備考                        |
| ---------- | ------------- | ------------ | ------------- | -------- | ------------------------------- | --------------------------- | ------------- | --------------------------- |
| 和田茜     | わだ あかね   | だぁちゃ     | 7月17日       | 奈良県   | チューリップ ピンク 🩷          | しろくま係、 ぎょうざやさん | 🐻‍❄️🥟          | リーダー                    |
| 星乃愛璃咲 | ほしの ありさ | あーりん     | 7月13日       | 埼玉県   | ローズ レッド ❤️                | 星乃珈琲                    | 🐰🍓          | ポジティブモンスター も兼任 |
| 伊藤舞花   | いとう まいか | いかちゃん   | 6月2日        | 神奈川県 | リリー ホワイト 🤍              | チームいかげそ              | 🍭🦑          |                             |
| 神崎るか   | かんざき るか | いるかちゃん | 2002年 7月3日 | 東京都   | アイリス パープル 💜            | 飼育員さん                  | 🐬🫧          |                             |
| 高良ことせ | たから ことせ | らっこちゃん | 3月9日        | 長崎県   | ガーベラ・ ポコロコ グリーン 💚 | おたからさん                | 🦦🫧          |                             |

### 過去のメンバー
| 名前       | 名前 かな     | 在籍期間                      | 備考 |
| ---------- | ------------- | ----------------------------- | ---- |
| 萌葱もにか | もえぎ もにか | 2024年8月25日 - 12月10日      |      |
| 空乃あげは | そらの あげは | 2024年8月25日 - 2025年1月25日 |      |

- 在籍期間については、ひまわりが咲く頃にに正式加入する前の、Petit Mon時代は含まない。

### 特徴
- 白を基調にした爽やかな衣装に、担当色をアクセントに加えたのみで、担当色の露出を控えめにしている。担当色を全面に押し出した衣装の、姉妹グループのポジティブモンスターとは対照的である。
担当色の名称は、花の名前+色の名前で統一している。
- ライブでは、オリジナル曲・配信中のカバー曲の他、プロデューサーである森のアイドル時代の楽曲をカバーして披露（主に、カプチーノガールと#SNS彼女）。

### サブスクリプション配信
| # | タイトル           | 配信開始日    | 備考                   |
| - | ------------------ | ------------- | ---------------------- |
| 1 | めちゃモレシャン   | 2024年8月11日 | 七瀬のわの楽曲のカバー |
| 2 | ひまわりが咲く頃に | 2024年10月7日 | 初のオリジナル楽曲     |

## Petit Mon（ぷちもん）
森サークルでは、2024年3月から、アイドル研究生ユニット「Petit Mon」を発足させている。プロデューサーの森が不定期にオーディションを開催し、合格したものがPetit Monに加入することになる。その後、研修期間を経て、ポジティブモンスター・ひまわりが咲く頃に に移籍する。

### 第一期 （2024年3月30日 - 8月25日）
| 名前       | 名前 かな     | 在籍後の 移籍先      | 移動日        | 備考                                             |
| ---------- | ------------- | -------------------- | ------------- | ------------------------------------------------ |
| 美月瑠奈   | みづき るな   | ポジティブモンスター | 2024年4月13日 |                                                  |
| 桃瀬あやな | ももせ あやな | ポジティブモンスター | 2024年4月13日 |                                                  |
| 空乃あげは | そらの あげは | ひまわりが咲く頃に   | 2024年8月25日 | 2025年1月25日、 ひまわりが咲く頃に から卒業      |
| 星乃愛璃咲 | ほしの ありさ | ひまわりが咲く頃に   | 2024年8月25日 | 2024年12月15日から、 ポジティブモンスター と兼任 |
| 萌葱もにか | もえぎ もにか | ひまわりが咲く頃に   | 2024年8月25日 | 2024年12月10日、 ひまわりが咲く頃に から脱退     |
| 小森のの   | こもり のの   | -                    | -             | 2024年6月18日脱退                                |

### 第二期 （2024年7月14日 - 8月25日）[14]
| 名前       | 名前 かな       | 在籍後の 移籍先      | 移動日        | 備考                                |
| ---------- | --------------- | -------------------- | ------------- | ----------------------------------- |
| 春宮さくら | はるみや さくら | ポジティブモンスター | 2024年8月3日  |                                     |
| 和田茜     | わだ あかね     | ひまわりが咲く頃に   | 2024年8月25日 | ひまわりが咲く頃に のリーダーに就任 |

### 第三期 （2024年12月11日 - 2015年2月15日）
| 名前       | 名前 かな     | 在籍後の 移籍先    | 移動日        | 備考 |
| ---------- | ------------- | ------------------ | ------------- | ---- |
| 伊藤舞花   | いとう まいか | ひまわりが咲く頃に | 2025年2月15日 |      |
| 神崎るか   | かんざき るか | ひまわりが咲く頃に | 2025年2月15日 |      |
| 高良ことせ | たから ことせ | ひまわりが咲く頃に | 2025年2月15日 |      |